# Catherine Burns
Catherine Burns (25 de septiembre de 1945 - 2 de febrero de 2019) fue una actriz estadounidense de teatro, cine, radio y televisión. Fue nominada a un Premio Oscar a la Mejor Actriz de Reparto por su actuación en Last Summer (1969).

## Biografía
Nacido en la ciudad de Nueva York de herencia irlandesa y polaca, Burns se crio en Manhattan y asistió a Hunter College High School , Hunter College y la Academia Estadounidense de Artes Dramáticas .
Burns hizo su debut en la pantalla en 1969 en Last Summer como la sensible y conservadora Rhoda, recibiendo elogios de la crítica y una nominación al Premio Oscar la Mejor Actriz de Reparto . El papel también le valió el Premio del Círculo de Críticos de Cine de Kansas City de 1970 a la Mejor Actriz de Reparto. A pesar del reconocimiento, Burns nunca apareció en otra película estrenada en cines después de 1971, cuando solo tenía 26 años.
Sus otros créditos cinematográficos incluyen Me, Natalie (1969) y Red Sky at Morning (1971).
Un artículo de 2020 en The Hollywood Reporter encontró que, según los registros de salud del estado de Washington, Burns murió a los 73 años el 2 de febrero de 2019 por complicaciones de una caída que había sufrido en su casa, y la cirrosis figuraba como un factor contribuyente.